# 沈君山
沈君山（1932年8月29日—2018年9月12日），國立清華大學前校長、圍棋棋士、物理学家，籍貫浙江餘姚。

## 生平
沈君山的父親為中華民國農業專家沈宗瀚，另有一名弟弟名為沈君岳。沈君山1950年原就讀廣州嶺南大學，後逃離中國大陸，由廣州轉道澳門住了約一年，才經香港進入台灣；1955年自國立臺灣大學取得物理學士學位之後，赴美國於1961年取得马里兰大学物理博士學位。旅美期間於普林斯顿大学、美国太空总署（NASA）和普度大学歷練。
1973年任教於國立清華大學物理學系，爾後接任國立清華大學理學院院長。1974年12月兼任中華民國教育部委託中華電視台製播、本月開播之科普節目《科學天地》製作人。
1994年出任國立清華大學校長至1997年止，為國立清華大學首任非官派的遴選校長。

## 逝世
沈君山曾在1999年6月、2005年8月、2007年7月三度患缺血性中風。經治療後，有些許好轉，但是長期處於昏迷狀態。
沈君山於2018年9月12日因腸道破裂引發感染病逝於新竹馬偕醫院，享壽86歲。妻子曾麗華及兒子沈曉津醫師当时隨侍在側。

## 家庭
沈君山有兩段婚姻，第一段婚姻在美國。1973年，沈君山回到台灣，與在美國的妻子離婚。第二任妻子為曾麗華，兩人在1989年結婚，生有一子沈曉津（醫師）。

## 逸事
沈君山為圍棋業餘六段棋士和橋牌的高手，曾經連續三屆榮獲美國本因坊冠軍，也曾獲兩屆世界橋牌大賽百慕達盃亞軍，為著名的旅日圍棋棋士張栩之義父；素與吳清源、木谷實、林海峰、曹薰鉉及聶衛平相識且有交誼。
沈君山的父母皆為著名的農學專家；父為沈宗瀚，前行政院農業委員會主委，曾改良一小麦品種，命名“驪英一號”來追念於研究中因故辭世的沈君山之母—沈驪英。由於學經歷出眾、家長對國家社會貢獻良多，沈君山有國民黨四公子之一的美稱。
1980年美麗島事件中，國民黨內曾有人主張要強硬處理，將主謀判處死刑。沈君山參與審判過程之後，面見蔣經國，希望他不要採取極端手段，並說：「不宜流血，第一，流血製造烈士；第二，流血國際視聽一定不佳；第三，我們終究要在這塊土地耽下去，血流入土地，再也收不回。」蔣經國於是決定以寬大方式處理，避免流血事件。 此外，他也在當時協助該事件受難者的親友，並參與林宅血案和陳文成命案的善後事務。
《永遠向前—紀政的人生長跑》書中提及，沈君山與田徑運動員紀政結識於1978年，紀政讓沈君山留下深刻印象。1979年，國際奧會執委會在日本名古屋召開，為爭取中華民國會籍問題，當時為「中國會籍危機處理小組」成員之一的沈君山，堅持要紀政、楊傳廣一同出席在名古屋召開的記者會。從名古屋回台後，沈君山與紀政的感情迅速升溫。兩人曾共遊希臘，在愛琴海邊許下誓言，但最後愛情昇華成友情。2005年沈君山二度在新竹中風，半夜打電話給紀政求救，紀政馬上找來了沈君山的管家與119，先送新竹馬偕醫院急救，紀政自己也從台北趕來。原計畫轉台大醫院，後台大醫院打電話給新竹馬偕醫院，說沒病床。紀政打電話給台北市副市長葉金川，他是臺灣大學醫學院畢業的校友，才調到病床，救了沈君山。
沈君山曾撰文建議以中華民國國旗歌取代現行之中華民國國歌。

### 一盤棋募款事件
沈君山為了幫清華大學募款，於1995年向清華之友協會勸募。聯電董事長曹興誠提議向沈君山挑戰圍棋，以決定捐款數目，最終捐款1500萬元，成為佳話。
《聯合報》於1996年報導此事，稱沈君山從這筆捐款中提出部份款項，用於舉辦顏晃徹通俗科學講座，由李遠哲任首任講座教授，在聯合報總編輯張作錦個人回憶錄《姑念該生：新聞記者張作錦生平回憶記事》也有收錄此事。

## 榮譽
- 「沈君山」小行星（小行星202605）：2006年4月18日由國立中央大學鹿林天文台的楊庭彰和葉泉志發現，並以其名命之。[26][27]

## 个人語錄
- 「單是求生並不難，但要生得有生趣有生機，卻不容易。」[28]

## 外部連結
- 中美斷交前… 費浩偉與沈君山的一盤棋

- 戴祺修. 70年代國民黨接班梯隊　沈君山曾與連戰等人並稱四公子 （页面存档备份，存于）. 蘋果日報. 2018-09-12.
- 上報快訊. 【此生泛若不繫舟】兩岸緊繃年代　看沈君山如何談一國兩「治」 （页面存档备份，存于）. 上報. 2018-09-15.